# Adélaïde de Clèves
Adélaïde de Clèves († 1238), également connue sous les noms d'Aleid ou Adelheid, est comtesse de Hollande par son mariage avec le comte Thierry VII. Elle joue un rôle important dans l'administration du comté sous le règne de son mari, pour lequel elle sert comme régente en 1195, et facilite le mariage et l'avènement de leur fille Ada malgré des conflits dynastiques en 1203.

## Biographie

### Famille
Adélaïde est la fille du comte Thierry III de Clèves et d'Adélaïde de Sulzbach. On ne sait rien de son enfance et de son éducation. Elle a deux frères : Thierry IV de Clèves et Arnold de Valkenbourg, et une sœur, Marguerite, épouse de Louis III de Thuringe. Le père d'Adélaïde est qualifié d'homme riche dans les Annales d'Egmond. Les comtes de Clèves sont en bons termes avec les comtes de Hollande, qui, comme eux, ont intérêt à limiter le pouvoir des comtes de Gueldre, même si des alliances matrimoniales ont lieu régulièrement entre les trois comtés.
Les bonnes relations entre la Hollande et Clèves sont scellées par deux mariages : en 1182, Thierry IV de Clèves épouse Marguerite, fille de Florent III de Hollande, et en 1186, Adélaïde épouse Thierry VII de Hollande, alors héritier du comté. Le couple a trois filles : Aleydis et Petronilla (toutes deux décédées avant 1203) et Ada ( c. 1188 - après 1234). En 1190, Thierry succède à son père à la tête du comté.

### Comtesse de Hollande
En tant qu'épouse de Thierry VII, Adélaïde joue un rôle de premier plan dans l'administration du comté. Il est frappant qu'elle soit la première aristocrate de la région à agir systématiquement comme comitissa (« comtesse ») au lieu – comme c'était l'usage jusqu'alors – d'uxor ou coniunx (« épouse »). Elle est également la première à porter le titre de « comtesse de Hollande ». De plus, elle se comporte remarquablement souvent en tant que conseillère aux côtés de son mari. Le comte et la comtesse sont mentionnés ensemble dans toutes les chartes émises par la chancellerie de Hollande entre 1198 et 1203. On ne sait pas vraiment si la forte personnalité d’Adélaïde joue un rôle dans cette situation ou s’il s’agit d’une politique délibérée. Il est en effet possible que Thierry ait voulu préparer ses sujets à une éventuelle régence d'Adélaïde, au cas où il mourrait jeune. La régence d'une comtesse douairière pour ses enfants mineurs n'est pas un phénomène rare en Hollande, mais les enfants mineurs étaient jusqu'à présent des garçons, tandis que Thierry et Adélaïde n'ont que des filles. Une régence d'Adélaïde pour sa fille pouvait rencontrer de la résistance car il n'est indiqué nulle part qu'une femme peut diriger le comté de Hollande. En mettant Adélaïde au premier plan, Thierry semble avoir voulu éviter des problèmes en cas de régence.

### Régence

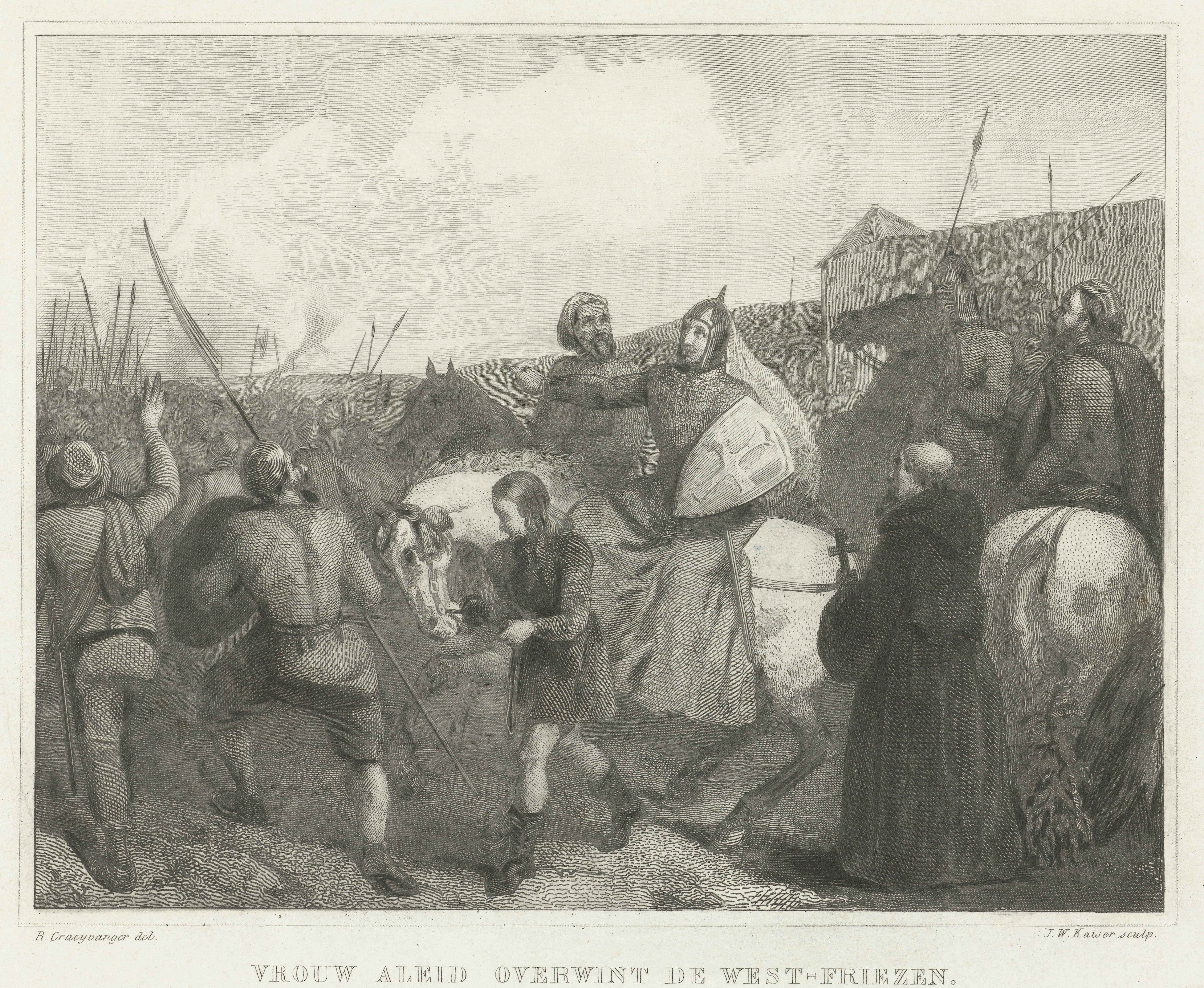
Johann Wilhelm Kaiser, Aleid vainc les Frisons occidentaux, 1195 (1839-1841).

En 1195, Adélaïde doit effectivement prendre les commandes. Le comté est en effet attaqué au nord par le frère cadet de Thierry, Guillaume, tandis que Thierry est lui-même impliqué dans une guerre contre le comte de Flandre en Zélande. Adélaïde marche avec une armée vers Egmond et s'installe dans un monastère pendant deux mois, pour y mener la contre-attaque. L'annaliste du monastère se plaint du tumulte que cela entraîne du fait de l'entourage nombreux de la comtesse. Son arrivée se fait d'ailleurs « au grand désavantage du monastère et au grand inconvénient de toute la communauté monastique, car l'Église devait payer ses dépenses pour la nourriture ainsi que pour bien d'autres choses, pour le bénéfice des chevaliers et des autres". Mais l'écrivain doit également admettre qu'Adélaïde prépare la bataille contre Guillaume de manière habile et décisive. Son armée réussit à repousser les troupes de Guillaume.

### Règne de sa fille
En 1203, Thierry VII tombe gravement malade. Dans une tentative d'assurer la succession, Adélaïde arrange à la hâte un mariage entre sa seule fille survivante, Ada, et le comte Louis II de Looz. Selon l'annaliste d'Egmond, Dirk aurait confié Ada à Guillaume, mais Adélaïde aurait contrecarré cela. Immédiatement après la mort de Thierry, elle veille à ce que le mariage entre Ada et Louis soit célébré le 4 novembre, avant même que Thierry ne soit enterré à Egmond. Une lutte de succession s'ensuit entre les partisans d'Adélaïde et ceux de Guillaume. Selon l'annaliste, Adélaïde joue également un rôle actif à cet égard : "tout était géré selon la volonté, les ordres et les instructions de la comtesse Aleid". Cependant, elle ne peut empêcher Guillaume de prendre finalement le dessus. Ada est ainsi capturée après s'être réfugiée dans la forteresse de Leyde, puis est envoyée chez l'allié de Guillaume Jean sans Terre, à Londres. En 1210, Guillaume prend définitivement le titre de « comte de Hollande ». Adélaïde accepte cette réalité, mais elle continue à se faire appeler « comtesse de Hollande » pendant des années.

### Dernières années
Après cette période mouvementée, les choses redeviennent plus calmes autour d'Adélaïde. Les Annales d'Egmond ne continuent pas après 1205, et la charte contient également peu d'informations. Il existe cependant une lettre d'Adélaïde de 1207 au roi Jean d'Angleterre, dans laquelle elle le supplie de laisser sa fille Ada, qui est retenue captive à Londres sur ordre de Guillaume, retourner en Hollande. On ne sait pas où Adélaïde passe le reste de sa vie relativement longue. En 1237, elle fait don de deux livres hollandaises à l'abbaye de Rijnsburg, où elle souhaite être inhumée. D'autres membres éminents de la famille comtale y reposent, notamment sa fille Aleydis, et son beau-frère Guillaume Ier avec sa première épouse Adélaïde de Gueldre. Après sa mort vers 1238 (la date exacte est inconnue), elle y est effectivement enterrée. Sa fille Ada est probablement morte depuis environ quatre ans à l'époque.